# Obalende
Obalende é um bairro de Lagos, localizado na ilha de Lagos, na Nigéria. Está localizado na área de governo local Eti-Osa perto da ilha de Lagos, que foi dividido pelo governo do estado de Lagos em Áreas de desenvolvimento da comunidade local (LCDA) que Ikoyi - Obalende é uma. Contém muitas escolas Holy Child College Obalende, Colégio de São Gregório, Aunty Ayo International school e Girls Secondary Grammar School. Faz fronteira com o quartel da polícia e quartéis do exército. Obalende é extremamente lotado e congestionado. Obalende é famosa por sua vida noturna, seu distrito da luz vermelha e pela sua suya com uma junção popularmente chamada de junção Suya.